# Ponikve, Cerknica
Ponikve so naselje v Občini Cerknica.